# Затворени стадион главног града
Затворени стадион главног града, The Capital Indoor Stadium (поједностављен кинески језик: 首都体育馆; традиционални кинески језик: 首都體育館; пињин: Shǒudū Tǐyùguǎn) је затворена арена у улици Жонггуанцун 56, Пекинг, Кина која је изграђена 1968. године. У њој су се одржавале утакмице између националних стонотениских репрезентација Кине и Сједињених Америчких Држава 1971. године; ове утакмице су биле дио програма размјене познатог као пинг-понг дипломатија.

## Историјат
Има капацитет од 17.345 и површину од 54.707 квадратних метара проширену са старих 53.000. Први пут је реновиран између 2000. и 2001. године да би постао мјесто одржавања Љетње Универзијаде 2001. године.
Стадион је био домаћин једне од првих НБА утакмица у Кини, одржане 17. октобра 2004. године, пред капацитетом од 17.903 и била је распродаја свог доступног капацитета. Такође је био домаћин прве професионалне фудбалске утакмице у којој су учествовале све звијезде из Арена лиге америчког фудбала како би се помогло у промоцији нове АФЛ кинеске лиге (сада познате као Кинеска Арена америчког фудбала).
Затворени стадион главног града је прошао нову реновирање и проширење које је завршено крајем 2007. године за Љетње олимпијске игре 2008. године, гдје су били домаћини одбојкашких турнира.
Мјесто се такође користи за умјетничко клизање и брзо клизање на кратким стазама, а коришћено је за ова такмичења током Зимских олимпијских игара 2022.